# Скъпоценна перла
Скъпоценна перла (на английски: Pearl of Great Price) е една от четирите свещени писания на Църквата на Исус Христос на светиите от последните дни. Другите мормонски деноминации на я приемат.